# Discrasia (politica)
Il termine discrasia, in senso figurato, si ritrova in riferimento soprattutto a organismi economici e politici, a uffici o servizî pubblici con il significato di disfunzione, mancanza di coordinamento.
Permanendo nel tempo la raffigurazione della società strutturata armonicamente come un organismo vivente, il termine discrasia viene metaforicamente usato quando si verifichi una patologia sociale che rompa l'equilibrio politico dell'amministrazione dello Stato.
In questo senso l'economista e politico Francesco Saverio Nitti (1868-1953) adopera frequentemente questo termine che ricorre nei suoi interventi politici come in occasione di un suo discorso rivolto contro le autonomie: «un processo di discrasia che minaccia il paese»  o anche durante i lavori all'Assemblea Costituente: «odio tutti questi movimenti di divisione e di discrasia» 
Una metafora questa che la stampa dei quotidiani dell'epoca non tarda a fare propria tanto che «Dalla seconda metà del Novecento l'impiego metaforico del vocabolo si accentua nell'ambito istituzionale, politico-economico, amministrativo e giudiziario, dove è indicativo di uno stato di squilibrio e di instabilità...» 
Il termine assume così una connotazione di ricercatezza linguistica, diviene un termine dotto per i più svariati argomenti sino a essere banalizzato come sinonimo di tutto ciò che indichi "squilibrio", "disarmonia". .